# Das Haus am Eaton Place
Die britische Fernsehserie Das Haus am Eaton Place (Originaltitel: Upstairs, Downstairs) war im britischen, US-amerikanischen und deutschen Fernsehen sehr erfolgreich. In der von 1971 bis 1975 produzierten Serie wird das Leben der Londoner Familie Bellamy und ihrer Dienstboten zwischen 1903 und 1930 geschildert.
Produzenten und Autoren legten bei der Produktion großen Wert auf Detailgenauigkeit und eine realistische Darstellung der Angestellten und der Familie. Historische Begebenheiten bildeten die Basis, auf der die verschiedenen Erlebnisse der Figuren erzählt wurden. Die Zeitspanne reichte vom England König Edwards VII. über den Ersten Weltkrieg und den politischen Umbruch der 1920er Jahre bis hin zum Börsenkrach im Herbst 1929. Die Handlung der Serie endet im Sommer 1930.
Im Dezember 2010 strahlte BBC One eine dreiteilige Fortsetzung der Serie aus. Die Geschichte wird darin mit dem Einzug des Diplomaten Sir Hallam Holland und seiner Frau Lady Agnes in das Haus am Eaton Place 1936 fortgesetzt.
Im Februar und März 2012 zeigte die BBC eine sechsteilige Fortsetzung der Serie (deutscher Titel Rückkehr ins Haus am Eaton Place). Sie spielt in der Zeit direkt vor dem Zweiten Weltkrieg.

## Handlung
Die Bellamys und ihre Hausangestellten leben zu Beginn des 20. Jahrhunderts in einem fünfstöckigen Stadthaus am Eaton Place 165, Belgravia in London. Die Familie Bellamy besteht aus Richard Bellamy (David Langton), seiner ersten Frau Marjorie, die beim Untergang der Titanic stirbt, und deren zwei Kindern James und Elizabeth. Später leben im Haushalt Richards zweite Frau Virginia, James’ Frau Hazel, die durch die Spanische Grippe (1918–1920) den Tod findet, und Georgina Worsley (Lesley-Anne Down), die Cousine von James und Elizabeth.
Die bekanntesten Hausangestellten sind Angus Hudson, der Butler, gespielt von Gordon Jackson, Mrs. Kate Bridges, die Köchin, gespielt von Angela Baddeley, Rose Buck, Haushälterin, gespielt von Jean Marsh, das Küchenmädchen Ruby Finch, gespielt von Jenny Tomasin, der Diener Edward Barnes, gespielt von Christopher Beeny, und das Hausmädchen Daisy Peel, gespielt von Jacqueline Tong, das später Edward heiratete.

## Hintergrund
Das Haus am Eaton Place war fünf Staffeln bzw. 68 Episoden lang.
Die Idee zur Serie stammt von den Schauspielerinnen Jean Marsh (Haushälterin Rose) und Eileen Atkins, entwickelt wurde die Serie von John Hawkesworth. Das Haus am Eaton Place war eine der ersten Serien, die auf Video aufgenommen wurden, wenngleich zahlreiche Außenaufnahmen auf herkömmlichem Film entstanden. Die ersten sechs Folgen wurden aufgrund eines Technikerstreiks lediglich in Schwarz-Weiß gedreht. Als während der Dreharbeiten zur ersten Staffel die Produktion in Farbe wieder möglich war, wurde der Pilotfilm nochmals in Farbe produziert, und zwar in zwei Versionen. Eine davon war um ein wichtiges Detail der Folge drei (Board Wages: Stubenmädchen Sarah verlässt das Haus) erweitert – für den Fall, dass ein Sender die nach wie vor nur in Schwarz-Weiß vorliegenden Folgen zwei bis sechs nicht zeigen wollte.
Die Darsteller waren einige der renommiertesten Schauspieler Großbritanniens, und die Serie wurde sowohl bei Kritikern als auch bei Zuschauern weltweit ein großer Erfolg. Zahlreiche Preise, darunter acht Emmys, wurden der Serie zugesprochen. Königin Elisabeth II. gab im Jahre 1975 an, dass dies ihre Lieblingsserie sei und ihr ganz besonders gut die Köchin „Mrs. Bridges“ gefalle.
Alle Innenaufnahmen von „Das Haus am Eaton Place“ entstanden in den Studios von London Weekend Television. Hier errichtete man die Sets des Dienstboten- und des Herrschaftstraktes. Die tatsächliche Raumaufteilung der Häuser am Eaton Place ist ganz anders als in der Serie suggeriert. Für die Außenaufnahmen verwendete man ein entsprechendes Haus am Eaton Place mit der Hausnummer 65. Um die Privatsphäre der damaligen Bewohner zu schützen, wurde daraus in der Serie das Haus mit der Nummer 165. Das Produktionsteam schrieb auf die Fassade des Hauses eine zusätzliche „1“ vor die Nummer 65.
Als Hommage an Upstairs, Downstairs und die Bellamys beginnt auch die ähnlich gelagerte Serie Downton Abbey mit dem ebenfalls für die Aristokratenfamilie Crawley bedeutsamen Ereignis des Untergangs der Titanic im Jahr 1912.

## Deutsche Fassung
In Deutschland wurden von den 68 produzierten nur 52 Folgen ausgestrahlt. Auch wurden alle Episoden gekürzt, um der vom ZDF gewünschten Länge von je 43 Minuten gerecht zu werden. Im Original waren die Episoden meist 50 Minuten lang.

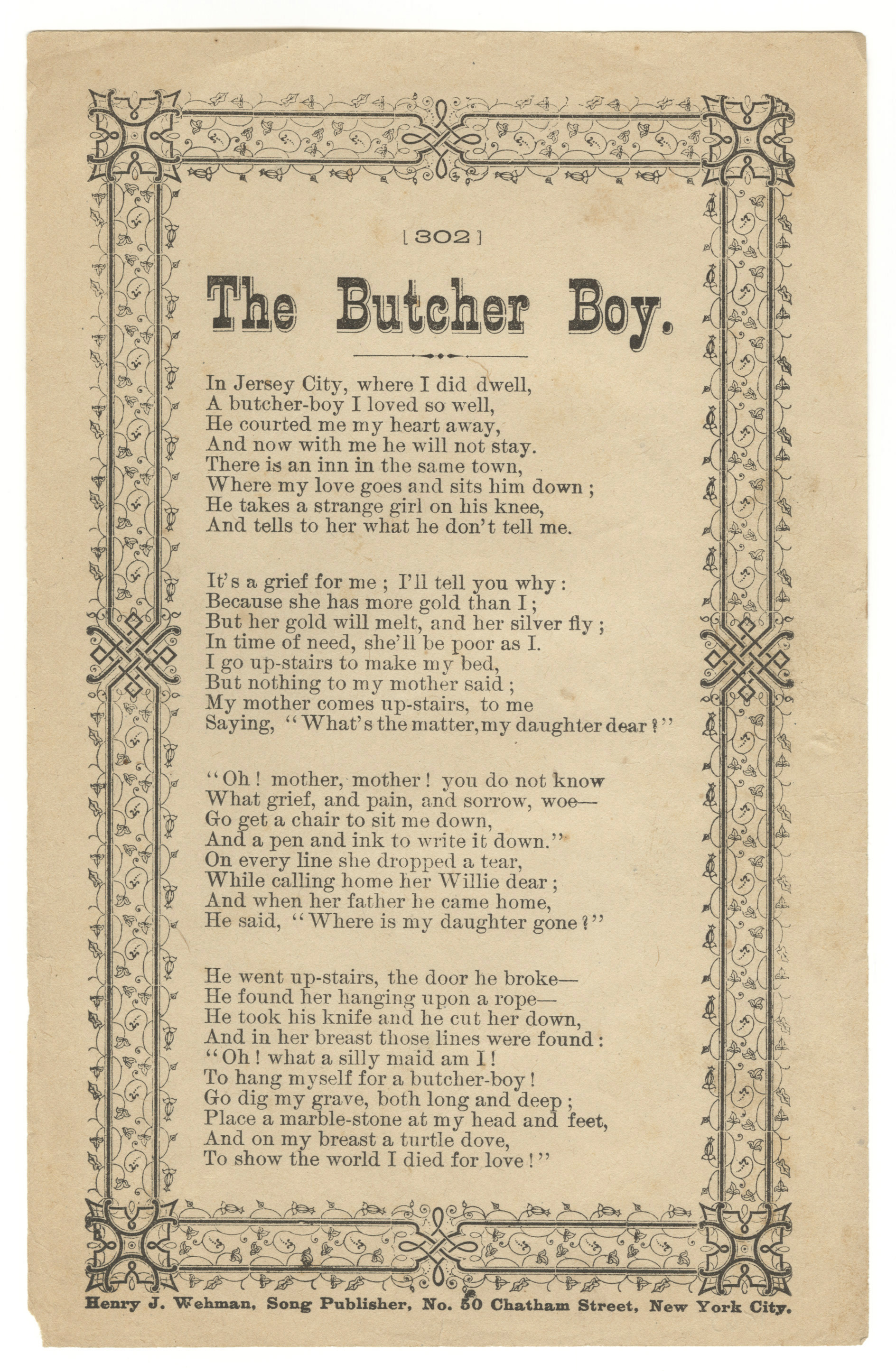
"The Butcher Boy".

Zu den nicht gezeigten Episoden zählt I Dies from Love. Die Folge spielt im Jahre 1907, als Lady Van Groeben aus Südafrika zurückkehrt. Die irische Küchenhilfe Aoibhinn (übersetzt „schöner Glanz“), gespielt von Evin Crowley, wird im Haus am Eaton Place nur Emily genannt. Sie verliebt sich in William, gespielt von Tom Marshall, den Leibdiener der Lady Van Groeben. William erwidert ihre Liebe und sie wollen heiraten. Die Dienstherren verbieten jedoch die Beziehung. Weil Aoibhinn (Emily) unsterblich in William verliebt ist, erhängt sie sich in ihrer Dachstube. In dieser Folge singt Aoibhinn (Emily) immer das alte Volkslied The Butcher's Boy, dessen Melodie auch von der Filmmusik aufgenommen wird und den Bogen bis zum Ende der Folge spannt und sogar den Titel derselben bildet I Dies from Love. Als in Warum ist die Tür verschlossen? (Why is Her Door Locked?) auf Emilys Schicksal Bezug genommen wird, ist sie laut der deutschsprachigen Synchronisation mit ihrem Liebhaber durchgebrannt. Erneut wird in der Folge Eine Stimme aus der Vergangenheit (A Voice From The Past)  auf Emilys Tod Bezug genommen, als Sarah Moffat (gespielt von Pauline Collins) sich als Medium ausgibt und den Geist der verstorbenen Aoibhinn (Emily) im Rahmen einer Totenbeschwörung in einer spiritistischen Sitzung mit allen Dienstboten herbeiruft. Mrs. Kate Bridges, gespielt von Angela Baddeley, weint und bittet Emily ihr zu vergeben. Sie hatte Emily als Tochter betrachtet, die sie nie hatte. Als Emily Selbstmord begeht, fühlt sich Mrs. Bridges dafür verantwortlich, weil sie Emily immer beschimpft hatte. Sie hat Schuldgefühle und quält sich mit Selbstvorwürfen.
Zu den nicht gezeigten Episoden zählen auch Roses Taube (Rose's Pigeon) und Eine adäquate Ehe (A Suitable Marriage), in denen der Baron Klaus von Rimmer (gespielt von Horst Janson) und sein Leibdiener Alfred Harris (gespielt von George Innes) eine homosexuelle Beziehung führen. Horst Janson war der einzige deutsche Schauspieler in dieser Serie.
Die im Oktober 2006 begonnene Veröffentlichung der Serie auf DVD in Deutschland umfasst nur die seinerzeit im ZDF ausgestrahlten Episoden. Auch wurde die Schnittfassung beibehalten. Die fehlenden Szenen sind als „Bonus“ anzuwählen. Im April 2012 erfolgte durch das Label Fernsehjuwelen die Veröffentlichung der kompletten ersten drei Staffeln, inklusive der damals vom ZDF gekürzten Szenen, wie auch der in Deutschland zuvor nie gezeigten Folgen, auf DVD. Im Juni 2012 folgte die Veröffentlichung der restlichen beiden Staffeln.

## Romane zur TV-Serie (Novelisation)
In England erschien 1972 bis 1975 zu jeder Staffel ein Roman zur TV-Serie bei Sphere Books Ltd., London, wobei die letzte Staffel zwei Romane füllt. Die deutsche Ausgabe wurde im Rowohlt Taschenbuch Verlag veröffentlicht:
Das Haus am Eaton Place – Porträt einer englischen Familie
- Band 1: Porträt einer Familie (engl. Upstairs, Downstairs or The Secrets of an Edwardian Household) von John Hawkesworth (1920–2003) (rororo-Taschenbuch 1937).
- Band 2: Die Frauen der Bellamys (engl. In My Lady's Chamber) von John Hawkesworth (rororo-Taschenbuch 1938).
- Band 3: Die Zeiten ändern sich (engl. The Years of Change) von Mollie Hardwick (1916–2003) (rororo-Taschenbuch 1939).

Band 1–3 erschienen auch als gebundene Ausgabe in einem Band unter dem Titel Das Haus am Eaton Place beim Schneekluth-Verlag, Köln (ISBN 3-7951-0317-7).
- Band 4: Für König und Vaterland (engl. The War To End Wars) von Mollie Hardwick (rororo-Taschenbuch 1952, ISBN 3-499-11952-8).
- Band 5: Dornen im Siegerkranz (engl. On With The Dance) von Michael Hardwick (rororo-Taschenbuch 4160, ISBN 3-499-1-4160-4).
- Band 6: Ende und neues Beginnen (engl. Endings and Beginnings) von Michael Hardwick (rororo-Taschenbuch 4194, ISBN 3-499-14194-9).